# Illa Howland
L'illa Howland (en anglès Howland Island) és un territori del Pacífic administrat pels Estats Units d'Amèrica que consta oficialment com unincorporated i unorganized és a dir, que no s'hi aplica la constitució ni està expressament regulat com s'ha de governar. Està inclosa a les illes d'Ultramar Menors dels EUA. És deshabitada.
Geogràficament està situada a l'arxipèlag de les illes Fènix.
Té una superfície d'1,84 km² amb un clima equatorial semiàrid i vegetació poc densa.
Va ser descoberta, el 1822 per George Worth, del balener nord-americà Oeno, i durant un temps es va conèixer com a Worth Island. El 1842, George Netcher del balener nord-americà Isabella li va posar el nom del primer mariner que la va veure: Howland. El 1857 els Estats Units van prendre possessió del territori basant-se en la llei nord-americana sobre les illes del guano i hi va haver l'explotació d'aquest fertilitzant durant la darrera meitat del segle xix. Hi va haver alguns intents de poblament però no van tenir continuïtat.
Actualment és una reserva natural de la vida salvatge.